# Inga Steinmetz

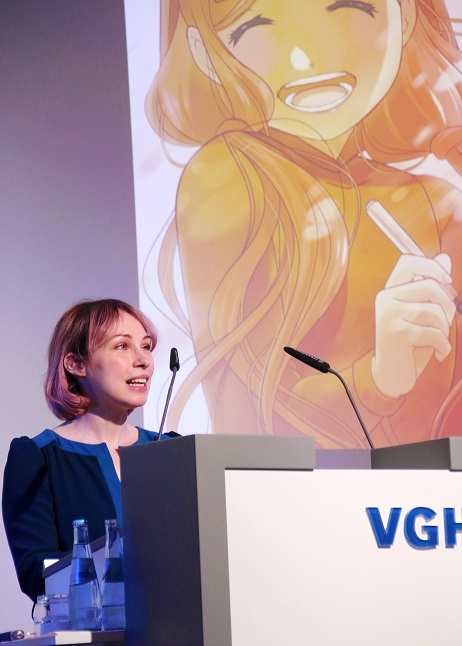
Inga Steinmetz während eines Vortrags über Manga in Hannover.

Inga Steinmetz (* 4. Januar 1983 in Berlin) ist eine deutsche Comiczeichnerin.

## Leben und Werdegang
Inga Steinmetz wurde 1983 in Berlin geboren und ist dort aufgewachsen. Bereits in ihrer Kindheit zeichnete Inga Steinmetz Comics. Nach dem Abitur 2002 am Georg-Forster-Gymnasium (Berlin) studierte sie drei Jahre lang an der BTK und besuchte im Zuge des Studiums mehrere Wochen eine Privatschule für Design in Kapstadt. Später veröffentlicht sie erste Amateurcomics und kleinere Cartoons im Berliner Stadtmagazin Tip. Sie nahm an mehreren Wettbewerben teil, beim Dōjinshi-Wettbewerb der Connichi 2004 kam sie mit der Geschichte Blau unter die ersten sechs, der Comic wurde danach im Shinkan Special veröffentlicht.
Der Verlag Tokyopop engagierte sie nach Beiträgen zur Anthologie Manga Fieber für eine Umsetzung der Romanreihe Freche Mädchen der Autorin Bianka Minte-König. Der erste Band erschien im April 2008, der zweite im Januar 2009, der dritte und letzte im Februar 2010. Außerdem fertigt sie Illustrationen für Kinderbücher an.
Seit 2012 reist sie für das Goethe-Institut in Länder wie Schweden, Indonesien oder Malaysia, um dort Workshops und Vorträge über Manga abzuhalten.
2013 erhielt Inga Steinmetz vom südkoreanischen Comic-Institut Komakon ein Stipendium für einen 2-monatigen Aufenthalt in Südkorea. Die dortigen Erfahrungen verarbeitete sie in ihrem autobiographischen Comic Schneeballens Fall, der 2015 erschien. 2015 folgte eine Reise nach Japan. Auch diese Erfahrungen verarbeitet sie in einem Comic: Schneeballen – Verliebt in Japan. 2019 arbeitete sie an zwei Sprach-Lehrbüchern: Koreanisch- bzw. Japanischlernen mit Hilfe von Comics.
2019 zeichnete Inga Steinmetz, gefördert vom Bundesministerium für Bildung, zwei Comics über Menschen mit Lese-Rechtschreibstörung. Seit 2020 gibt sie Manga-Workshop in Bibliotheken in ganz Deutschland. Auch auf ihrem Youtube-Kanal findet man zahlreiche Videos zum Thema „Mangazeichner werden“. Sie arbeitet außerdem an ihrem aktuellen Comic „Final Smile“, den man online lesen kann. Dieser Manga ist im April 2025 bei Carlsen Manga als Buch erschienen.

## Arbeitsweise
Die Zeichnungen fertigt Inga Steinmetz in Handarbeit mit Feder und Tusche an, die Raster werden nach dem Scannen am Computer eingefügt.

## Werke
- Blau (2004 im Shinkan Special)
- Stein, Schere, Papier (2006 im Manga Fieber)
- First love – safety first! (2006)
- Ein Engel kommt zu spät (2007 im Paper Theatre)
- Freche Mädchen – Freche Manga (seit 2008, 3 Bände)
- Versprich (2010 in der Daisuki)
- Brüderchen und Schwesterchen (2011 in Grimms Manga – Sonderband)
- Alpha Girl (seit 2012, 2 Bände)
- Schneeballens Fall (2015)
- Schneeballen – Verliebt in Japan (2017)
- Von Mutigen Herzen (2018)
- Felis Geheimnis (2019)
- Verliebt in Korea: Comic-Sprachkurs zum Koreanisch lernen (2019)
- Eine Liebe in Japan – der Comic-Sprachkurs zum Japanisch lernen (2020)
- Felis Geheimnis (2025)